# Adolfo Sormani
Adolfo Sormani (født 11. august 1965) er en tidligere italiensk fodboldspiller og nuværende fodboldtræner. Han er nuværende cheftræner for Havnar Boldklub (HB) i den bedste række på Færøerne.
Han har tidligere været cheftræner for FK Partizani i den albanske superliga, samt haft trænerjobs i ungdomsrækkerne hos storklubberne Juventus og Napoli. Han er søn af den tidligere fodboldspiller og træner Angelo Sormani.

## Trænerkarriere
I juni 2017 blev Sormani ansat som ny cheftræner i Vejle Boldklub. Han valgte selv at stoppe i klubben den 5. marts 2019 midt i 2018-19-sæsonen.